# 土着
| ウィキペディアには「土着」という見出しの百科事典記事はありません（タイトルに「土着」を含むページの一覧/「土着」で始まるページの一覧）。 代わりにウィクショナリーのページ「土着」が役に立つかもしれません。 |